# Cane da pastore tedesco

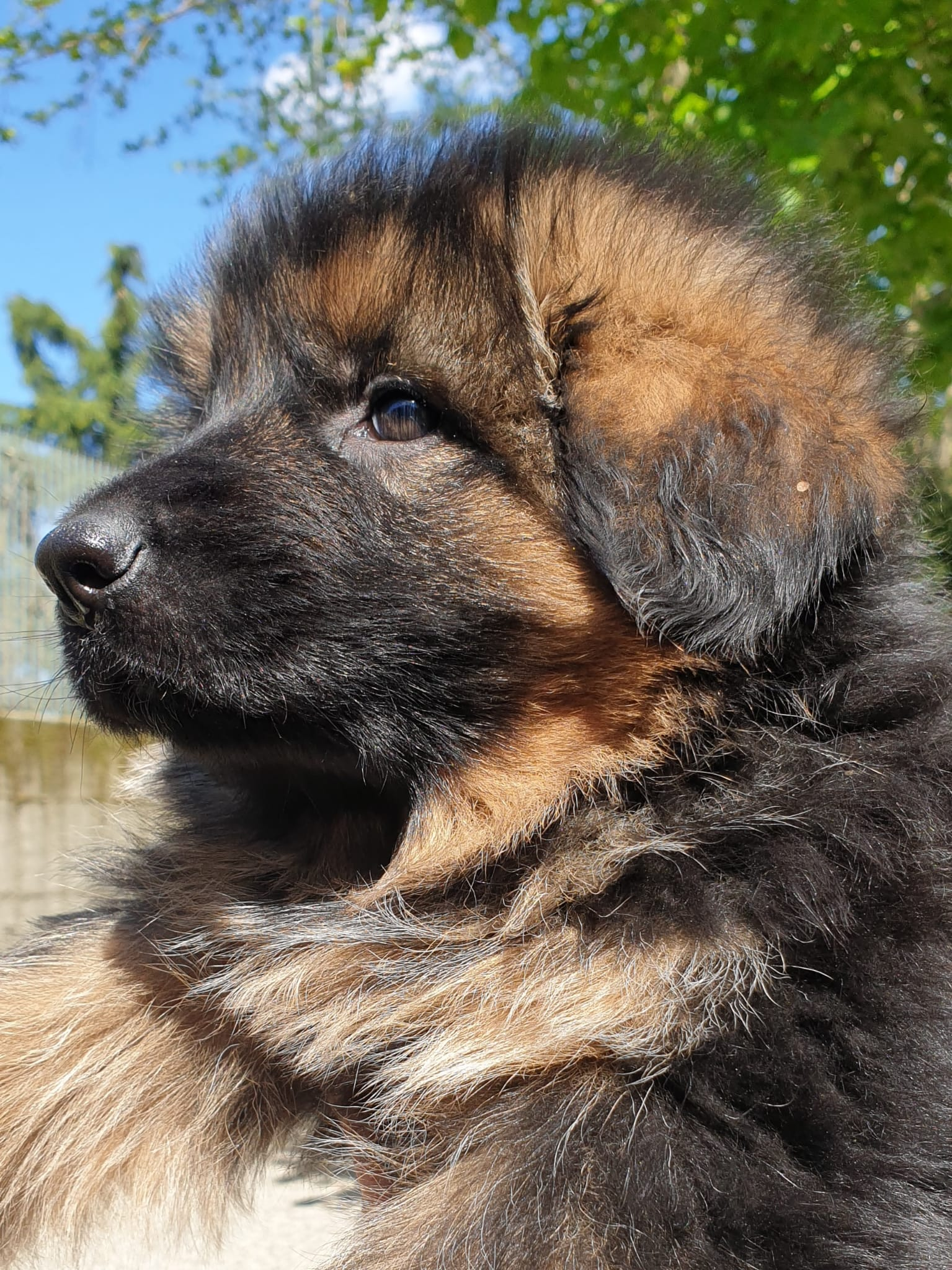
Cucciolo di Pastore Tedesco

Il cane da pastore tedesco, comunemente abbreviato in pastore tedesco e talvolta detto cane lupo e cane poliziotto, secondo la classificazione cinologica FCI risponde allo standard nr. 166/10.08.2010-D (D=Germania); appartiene al 1º gruppo di razze canine (cani da pastore e bovari) con riferimento alla sezione 1, cani da pastore con brevetto da lavoro e impiego come cane da utilità, da difesa e per usi molteplici.

## Storia
Il primo esemplare di cane da pastore tedesco storicamente riconosciuto fu nel 1899 Hektor von Linksrhein, un esemplare canino di oltre quattro anni di età iscritto nel libro dell'allevamento della neo costituita associazione per il cane da pastore tedesco (S.V.) con la sigla S.Z. 001 (Schäferhund Zuchtbuch 001).
Il nome che però comparve sul registro dell'allevamento fu Horand von Grafrath, rifacendosi all'affisso cinofilo del suo proprietario. L'associazione per il cane da pastore tedesco (S.V.) prese corpo in occasione della prima riunione dei soci fondatori svoltasi ad Augusta a cavallo del 23-24 aprile 1899 con il benestare della V.D.H. (Verband für das Deutsche Hundewesen).
In Horand confluivano ottimamente le doti caratteriali e i pregi morfologici idealizzati dai pionieri della costituenda associazione canina, ricercate tra le varietà di cane pastore già presenti nei vari distretti zonali facenti capo all'intero territorio germanico, che avessero maturato una certa identità tipologica, ritenute le più idonee allo scopo.
Dalla sua attività di riproduzione incominciò a delinearsi la dirittura sulla quale venne improntata una selezione sistematica, volta a fissare nelle nuove generazioni di esemplari canini determinati parametri di razza.
L'esigenza di redigere uno standard si fece presto necessaria, perciò alle prime indicazioni avanzate dal capitano von Stephanitz (primo presidente S.V.) e dal segretario A. Mayer in occasione della prima riunione generale dei soci tenutasi a Francoforte sul Meno in data 20 settembre 1899 si implementarono gli emendamenti scaturiti dal sesto raduno generale dei soci S.V.
Dalle risultanze ottenute, di fatto, il 28 luglio 1901 fu stilato il primo standard del cane da pastore tedesco composto da undici punti; il documento ufficiale dal quale venne imbastita un'attività di allevamento regolamentata. Seguirono nel tempo svariati avvicendamenti ai punti salienti dello standard (vedi note storiche standard del cane da pastore tedesco) dettati dalle esigenze cinotecniche che venivano a determinarsi dai riscontri espositivi che culminavano annualmente in occasione del campionato tedesco per l'allevamento del cane da pastore tedesco (BSZS). A tutela della produzione cinotecnica "regolamentata", all'iscrizione nel libro dell'allevamento (S.Z.) si affiancò una verifica attitudinale.
Nel 1921, a opera di Herr Otto Kämpfedel, responsabile del registro per l'allevamento del P.T. (Zuchtbuchführer), venne introdotto il Körschein, un documento che attestava l'effettiva idoneità caratteriale e morfologica del soggetto canino iscritto allo Zuchtbuch (requisito essenziale) se destinato a fini riproduttivi. L'esigenza di introdurre un'ulteriore normativa si rese necessaria a seguito della crescente produzione di esemplari canini, che molto spesso disattendeva le più ovvie cautele previste dalle direttive societarie in materia di allevamento. In questo particolare contesto si inserirono dei "commercianti di cani" senza scrupoli, che con il loro comportamento poco ortodosso e fuorviante contribuirono significativamente a inflazionare la produzione razziale, sia dal punto di vista quantitativo sia qualitativo. La S.V. fu costretta a prendere le opportune contromisure normative tese a preservare e persino innalzare i requisiti peculiari di razza così da eliminare le bieche iniziative commerciali, indotte da un'elevata richiesta di esemplari da parte dei sempre più numerosi estimatori della razza.

## Vari appellativi del cane da pastore tedesco

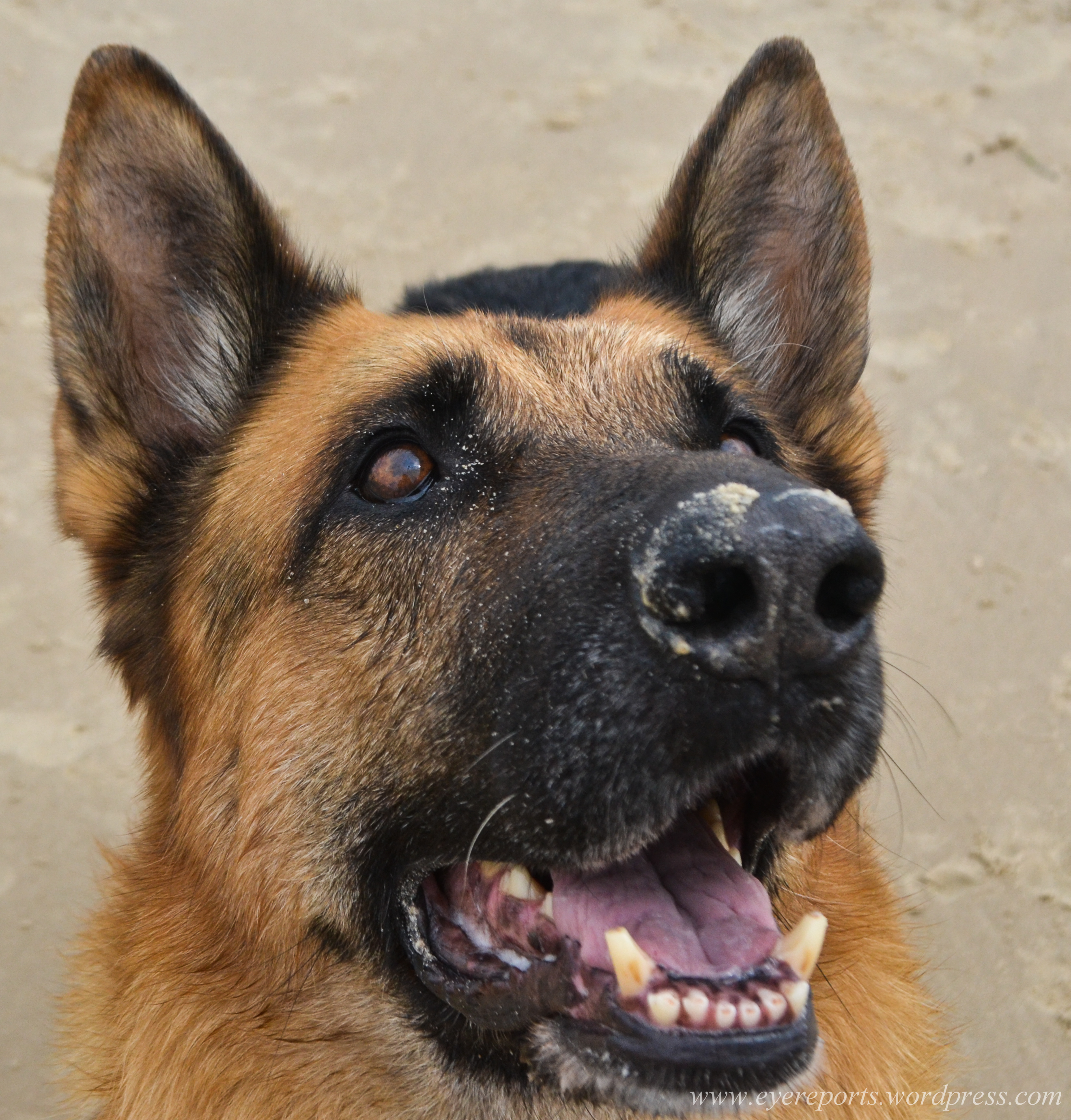
La testa del pastore tedesco è fortemente lupina, esclusi la colorazione e le orecchie e il muso più larghi; ciò ha contribuito alla nascita del nome "cane lupo".

Tra le tante denominazioni del cane da pastore tedesco, da lì a pochi anni dalla sua registrazione ufficiale nell'elenco delle razze canine, sortì quella di "pastore alsaziano" (Alsatian dog in lingua inglese e Chien de Berger alsacien in lingua francese). Il motivo principale era da ricondursi al sentimento antigermanico che aleggiava in Europa, specialmente alla nascita dei primi movimenti nazionalistici, che poi sfociarono nella costituzione del Partito Nazionalsocialista Tedesco dei Lavoratori e del regime dittatoriale. In particolar modo in Inghilterra e Francia si era soliti evitare nomi di cose o animali che potessero evocare la provenienza germanica, ridenominadoli all'occorrenza e, nel caso del cane da pastore tedesco, assegnandogli persino una diversa origine (alsaziana).

Il nome alsatian dog in parte si è mantenuto fino ai giorni nostri in Inghilterra, seppur sia ormai predominante la corretta nomenclatura German Shepherd dog (denominazione utilizzata da sempre negli Stati Uniti). In Italia, sino a qualche decennio indietro, con questo appellativo erano intesi, in modo non corretto, gli esemplari di pastore tedesco a pelo lungo, fuori dai parametri morfologici standard.

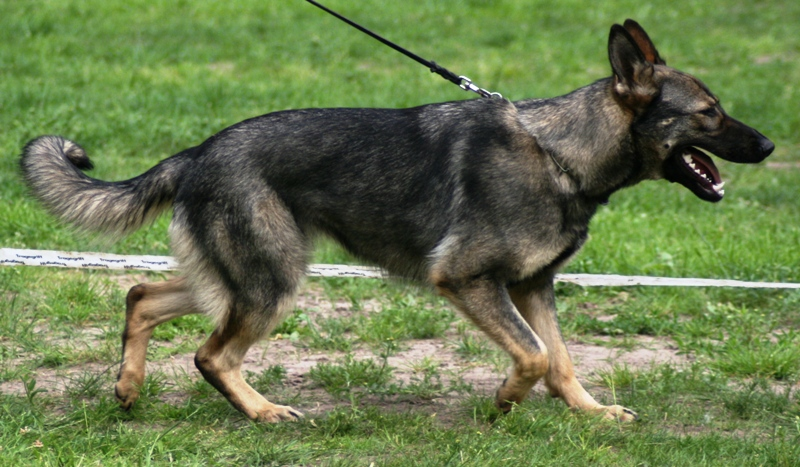
I pastori tedeschi grigi somigliano più al lupo rispetto agli esemplari nero focati.

Un altro nome usato abbastanza di frequente era quello di "cane lupo", rifacentesi alla rassomiglianza del cane da pastore tedesco col suo progenitore ancestrale. A proposito di questo fatto, merita citare un famoso aneddoto. Appena dopo l'ufficializzazione della razza canina, Max von Stephanitz, presidente dell'associazione S.V., dovette correggere alcune affermazioni rilasciate dal suo conoscente svizzero (Otto Schwaben), proprietario di Hector von Schwaben, circa le presunte commistioni genotipiche del cane da pastore tedesco e il lupo di media taglia, in riferimento a un incrocio effettuato "ufficialmente per fini scientifici" nel 1881 presso il giardino zoologico di Stoccarda (perciò ancor prima del riconoscimento a razza canina del cane da pastore tedesco) dal quale sarebbe nato il bisnonno di Morés Plienigen (madre di Hector von Schwaben/Horand von Grafrath).
In ultimo, al cane da pastore tedesco è stato associato di frequente l'appellativo di "cane poliziotto" e non a caso la prima esperienza di impiego del pastore tedesco nelle forze di polizia risale al 1906 in Germania, a seguito di una donazione effettuata dalla S.V. di sei esemplari canini precedentemente addestrati. Tale iniziativa sortì un successo tale che l'esempio fu ripreso non solo in Germania, ma un po' in tutti i Paesi europei e negli Stati Uniti. Oggi lo troviamo diffusamente impiegato dalle forze di polizia di tutto il mondo come cane antidroga e antisommossa.
La dote principale di questa razza canina è la versatilità, a spiegare la duttilità del suo impiego in numerose attività. Raramente oggi un pastore tedesco è visto a capo di un gregge, invece è molto diffuso nei servizi di protezione civile, cane da valanga e ricerca di dispersi in superficie o tra le macerie.
L'impiego nell'esercito ha una storia antica. Di pari passo con l'utilizzo in tempo di pace con le forze di polizia, il pastore tedesco era considerato dai soldati di ogni schieramento nazionale un vero e proprio commilitone. Dopo la prima guerra mondiale molti altri eserciti, oltre quello tedesco, lo adottarono per assolvere compiti svariati. Molti sono i contributi fotografici del tempo che lo ritraggono in azione e infine non sono mancati gli esemplari decorati a compimento delle missioni svolte. Fu inoltre largamente utilizzato nella seconda guerra mondiale dalle SS come cane da guardia e da difesa soprattutto nei lager. Lo stesso Adolf Hitler era un estimatore della razza (che a suo parere raccoglie le virtù della nazione tedesca, come coraggio e lealtà, ed assomiglia ad un lupo, animale a cui il Führer era particolarmente legato) e, dal 1941 al 1945, ne possedette un esemplare femmina, Blondi.
Dopo l'erezione del muro di Berlino, molti esemplari di pastore tedesco vennero impiegati nelle unità cinofile delle truppe di confine della Germania est. Purtroppo le condizioni di salute dei cani erano precarie a causa del freddo e la malnutrizione e tutto ciò gravava sulla loro speranza di vita. 

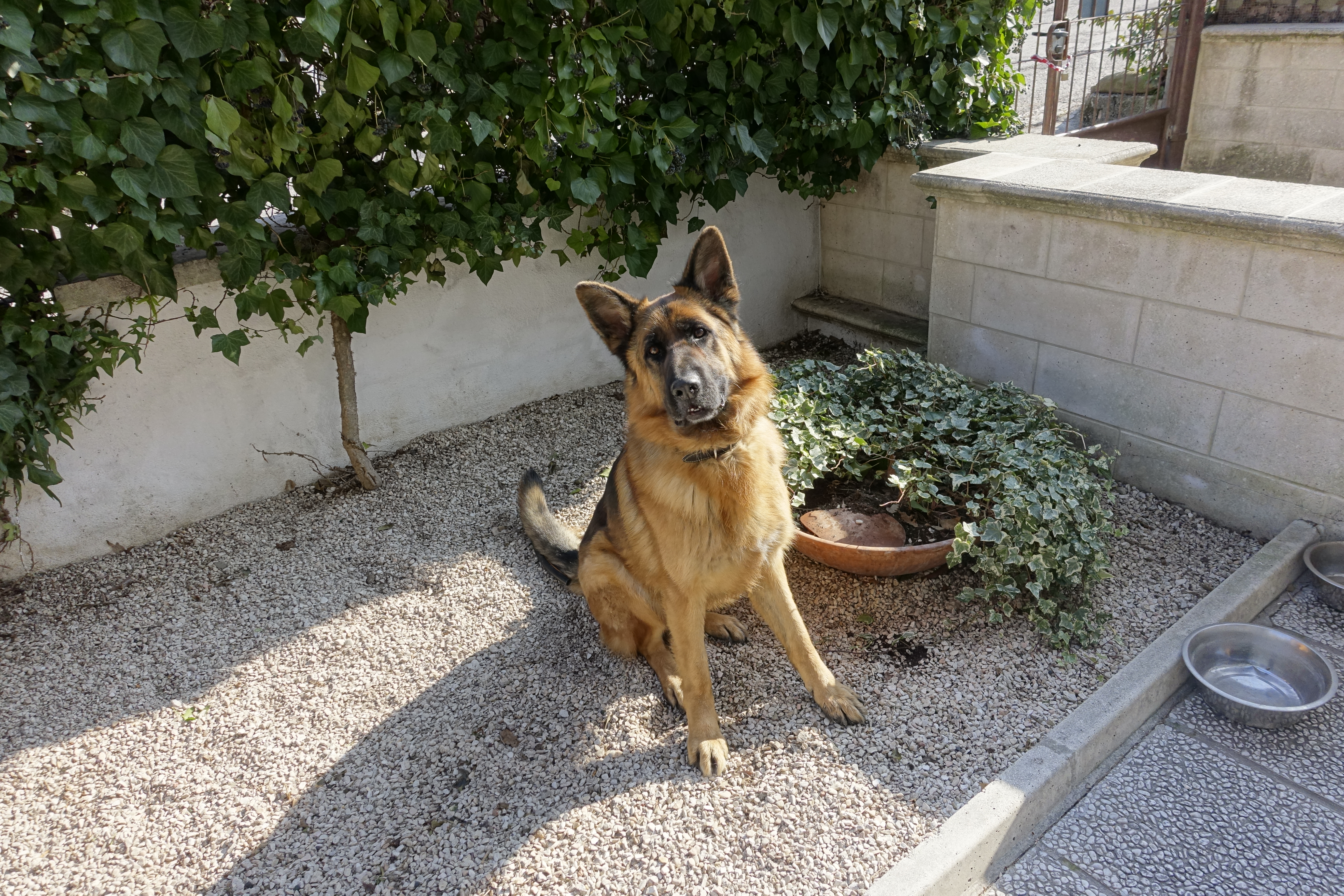
Pastore tedesco adulto.

Da ricordare gli impieghi civili in qualità di cane guida per non vedenti (sebbene oggi sia in concorrenza con altre razze come il Golden retriever e il Labrador retriever).
La notorietà del cane da pastore tedesco fu amplificata a livello mondiale anche per la sua partecipazione in ambito cinematografico. La prima star canina del cinema fu Strongheart, un esemplare addestrato per il corpo di polizia prussiano. All'età di tre anni fu scoperto dal regista (e addestratore) Laurel Trimble e importato negli Stati Uniti per prendere parte al film muto The Silent Call del 1921 e di altri ancora sino al 1927, fra i quali anche Zanna Bianca e Il Grande Nord del filone letterario di Jack London. Strongheart era per tutti il cane dal cuore d'oro, noto per le gesta eroiche raccontate nei film del tempo, sprezzante del pericolo pur di salvare la vita degli esseri umani.
In Italia la razza è allevata ormai da diversi decenni con risultati di livello internazionale. La più importante esposizione canina al mondo di questa razza è la "Bundessiegerzuchtschau" (BSZS) che si svolge annualmente in Germania e alla quale partecipano centinaia di esemplari tra i più significativi al mondo, dalle cui risultanze scaturiscono le direttive cinotecniche sulle quali imbastire la selezione in termini di tipologia, costruzione morfologica e funzionalità all'impiego.

## Storia

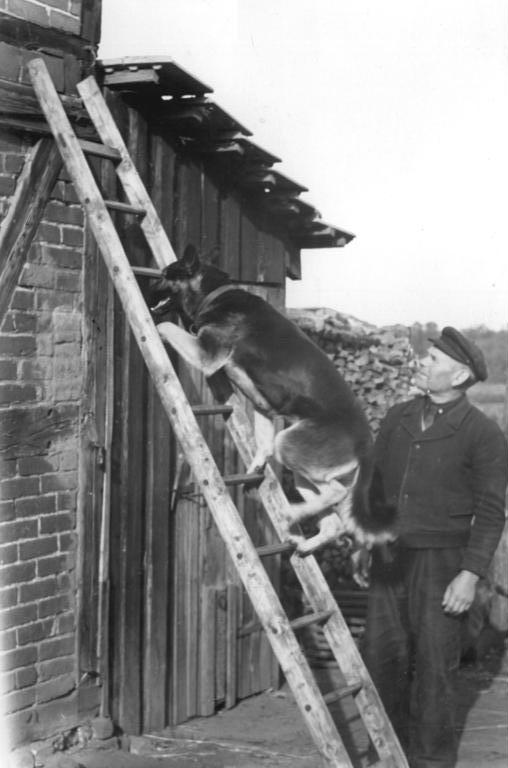
Un pastore che sale le scale (1950)

Alla fine del XIX secolo il capitano di cavalleria Friedrich Emil Max Von Stephanitz si era prefisso di ottenere una razza canina da impiego, di struttura media, buona robustezza d'ossatura e muscolatura forte, ma al contempo resistente allo sforzo.
Questi intese attingere il materiale genetico ricercandolo tra le varietà di cani da pastore autoctone (germaniche), ritenute le più idonee allo scopo, che avessero sufficientemente fissato determinate doti e specifiche peculiarità tipologiche e morfologiche.
Le varietà sulle quali si orientarono prevalentemente i primi allevatori furono il cane da pastore del Württemberg, di Turingia e della Svevia, nelle diverse tipologie di manto e taglia, ceppi ritenuti ottimali per progredire verso un modello morfologico che si perpetuasse adeguatamente, in osservanza alle prime indicazioni allevatoriali del tempo. Infatti la storiografia ufficiale li indica tra quelli usati per gli incroci che poi hanno condotto alla nascita di Hektor Linksrhein.
Oltre cento furono gli esemplari iscritti allo Zuchtbuch generati da Horand – il più importante tra essi fu certamente il due volte vincitore del BSZS 1901/02, SZ 13 "Hector von Schwaben" – la cui madre, SZ 159 "Mores von Plieningen" HGH, era una "cagna da gregge" del Württemberg.
Ritornando agli albori della nascente razza canina ideale, ripetuti accoppiamenti e ulteriori intenti selettivi furono intrapresi durante l'esperienza della società canina speciale Philax, fondata nel 1891 a Bad Wildungen (presso Kassel, una località termale a nord della regione dell'Assia) da facoltosi personaggi e studiosi delle origini del cane da pastore, in particolar modo delle varietà presenti nel territorio germanico.
A posteriori von Stephanitz definì la società Philax come utile premessa alla nascita del cane da pastore tedesco.

## Aspetto

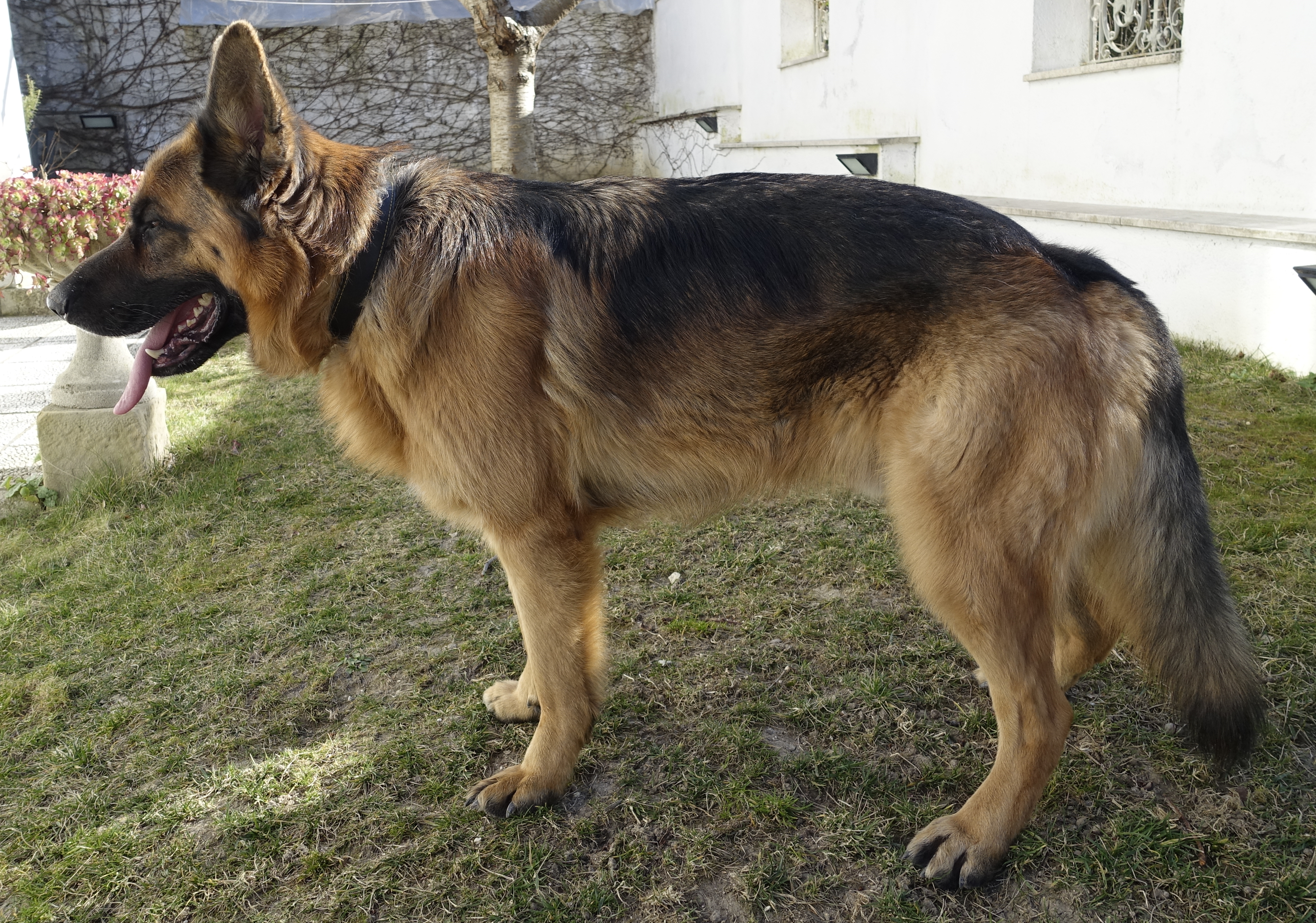
Rispetto agli altri cani da conduzione (come il pastore belga o il collie), il pastore tedesco possiede un corpo più robusto e possente, da cui deriva una maggior forza; per tale ragione, i pastori spesso lo utilizzavano, oltre che per la conduzione, anche per difendere il gregge dai predatori, come orsi, lupi e linci.

Il pastore tedesco è un cane di taglia media, dalla struttura leggermente allungata, di buona robustezza e muscolatura. Il carattere è equilibrato, dai nervi saldi, sicuro di sé, di indole tranquilla con i familiari e assolutamente buona salvo provocazioni. È docile, ma altresì caratterizzato da buona combattività, tempra e coraggio, doti che lo rendono facilmente addestrabile a tutti gli impieghi, dalla guardia alla difesa, dalla pastorizia all'accompagnamento.
La testa vista dall'alto è cuneiforme, la fronte leggermente convessa, presenta un solco mediano appena accennato. Le rime labiali devono essere preferibilmente tese e di colore scuro. La forma degli occhi è a mandorla, il colore varia preferibilmente dallo scuro sino al marrone. Le orecchie sono di forma triangolare, erette, rivolte in avanti. La canna nasale è dritta con il tartufo di colore nero. La mascella e la mandibola sono robuste, dotate di buona muscolatura. La formula dentaria conta 42 denti e la chiusura degli incisivi deve essere a forbice. Il collo è forte e robusto, la linea dorsale che discende dal garrese sino alla groppa, deve essere solida e regolare, senza presentare alterazioni che possano disturbare il suo decorso.

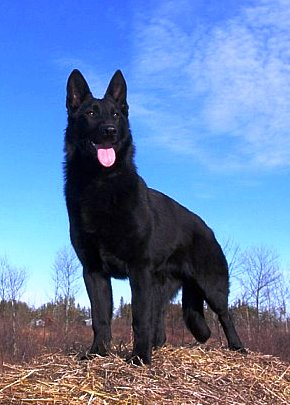
Un esemplare nero

Gli arti anteriori visti da tutti i lati sono diritti e visti dal davanti assolutamente paralleli tra loro. La spalla è robusta, inserita al tronco grazie a una solida muscolatura. Gli arti posteriori sono forti, dotati di una valida muscolatura, fornendo un consistente impulso al movimento del pastore tedesco. I piedi sono chiusi e leggermente arcuati (maggiormente quelli anteriori rispetto ai posteriori), La pianta del piede presenta dei cuscinetti di cute ispessita di colore scuro. La coda deve essere folta, la parte superiore ricoperta da pelo scuro, più chiaro nella parte ventrale. La sua lunghezza è determinata dal numero di vertebre presenti (che variano da 18 sino a 22), comunemente si attesta all'altezza del garretto. Lo sviluppo in lunghezza del pelo accresce progressivamente a partire dall'attaccatura al sacro sino alla sua estremità. La coda è sostenuta da una base ossea e da diversi fasci muscolari che garantiscono tutta una serie di movimenti. Grazie all'interpretazione delle varie posture o movenze è possibile realizzare lo stato emotivo del cane.
Il pelo del manto è semiduro, di lunghezza media, fitto, ben aderente con abbondante sottopelo; il colore è nero con focature rosso-bruno, brune fino al grigio; la gamma cromatica ammessa può essere anche nero monocolore, grigio uniforme con focature più o meno scure.
Nonostante le resistenze di molti allevatori, il crescente favore commerciale riscontrato soprattutto in Inghilterra e Stati Uniti, ha portato al riconoscimento della varietà a pelo lungo. In passato gli esemplari a pelo lungo, detti in maniera dispregiativa "peloni", venivano esclusi dall'allevamento in quanto generalmente presentano ossatura leggera, torace stretto e scarso sottopelo. La scarsità di sottopelo, unitamente alla lunghezza e alla setosità dello stesso conferiscono all'animale a pelo lungo una minor resistenza al freddo, in quanto la pelliccia è meno isolante e tende a inzupparsi d'acqua; ciò rende l'animale meno resistente nei climi rigidi e di conseguenza meno adatto al lavoro.
Non sono ammessi accoppiamenti fra esemplari di diversa varietà di manto. Anche per quanto concerne le classi di esposizione i giudizi restano separati. La classe degli esemplari a pelo lungo è identificata con la lettera L (Langhaarig).
Oggigiorno l'altezza media al garrese per i maschi varia dai 60 fino a 65 cm e il peso va dai 30 fino a 40 kg. In media per le femmine l'altezza al garrese misura tra 55 fino a 60 cm a fronte di una mole compresa tra 22 fino a 32 kg.

## Gestione del carattere e dei comportamenti

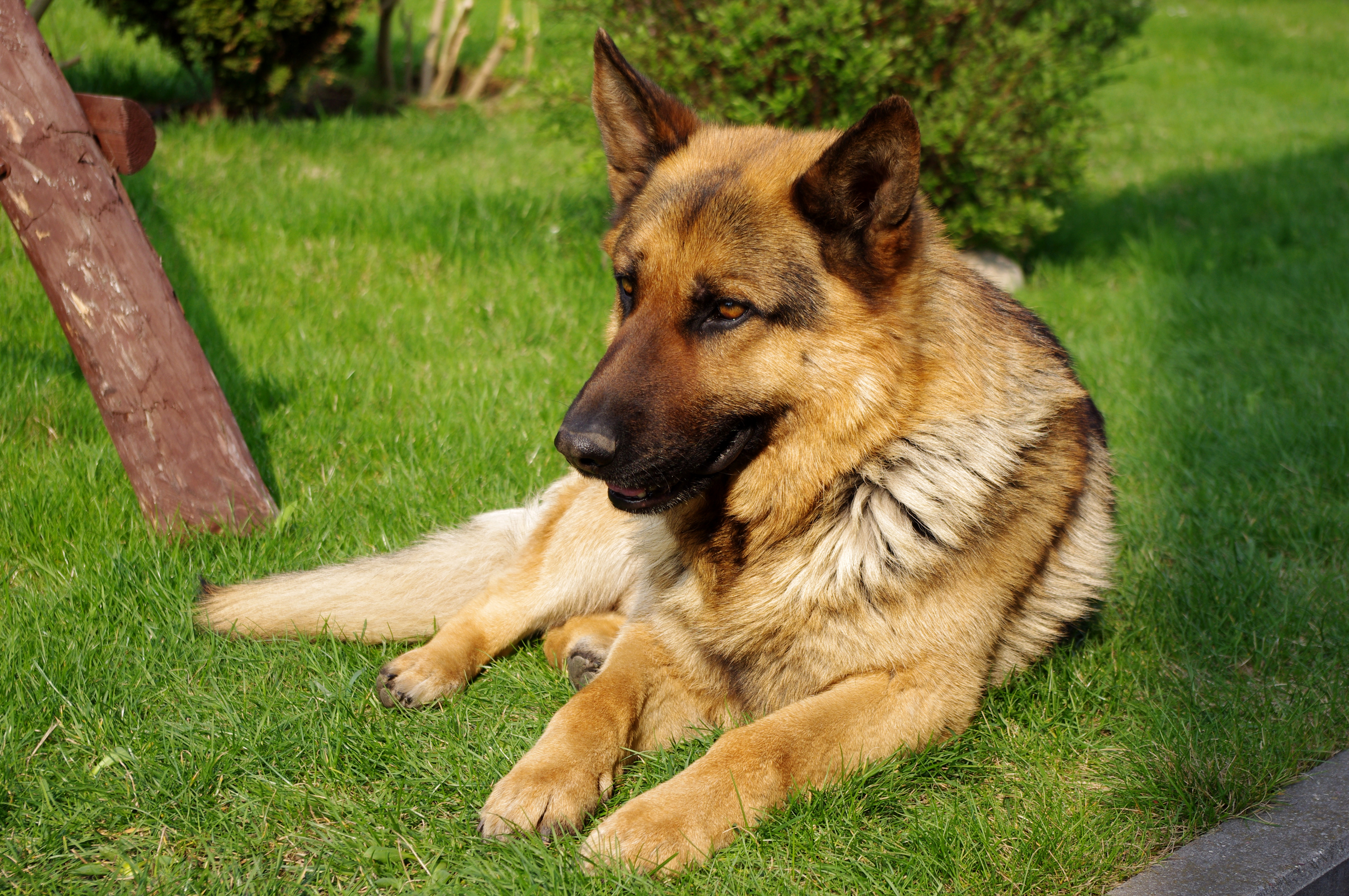
Il pastore tedesco è la terza razza canina più intelligente, dopo il border collie e il barbone.

Già da quando il cucciolo viene ritirato dall'allevamento (fase post-svezzamento), ha bisogno di socializzare con altri cani, animali e persone, oggetti, ambienti, pertanto è opportuno condurlo in luoghi dove possa ampliare il proprio bagaglio di esperienza in stimoli e sensazioni (parchi cittadini, strade e quartieri trafficati). Possibilmente, sarebbe opportuno aiutare i cuccioli di pastore tedesco a socializzare con cani adulti di grossa taglia, in modo che i cuccioli possano essere in qualche modo "influenzati" o "educati" da questi grazie al loro utile esempio. Allo stesso tempo si sconsiglia di lasciare che questo specifico momento nell'addestramento del pastore tedesco sia lasciato a cuccioli oppure a cani di piccola taglia di indole completamente diversa. Non è un cane per principianti, sebbene la duttilità ad ambientarsi a una determinata condizione di vita sia compatibile in funzione dell'attaccamento verso il proprio riferimento umano. Proprio per questa ragione il pastore tedesco è un cane col quale convivere e condividere esperienze e situazioni.
Non a caso, i primi selezionatori della razza vollero concepire l'allevamento del pastore tedesco affinché si consolidasse nel genotipo una certa attitudine all'impiego ausiliario verso le attività umane. Il cucciolo, una volta giunto nella famiglia (umana) di adozione, deve sentirsi perfettamente integrato, avendo ben chiaro quale ruolo e posizione gerarchica rivestire. Cedimenti in tal senso, gap gestionali e qualsivoglia mancanza da parte dei riferimenti umani alle volte possono determinare delle anomalie comportamentali, alle quali dover porre rimedio in tempi brevi e nel modo più consono possibile, facendo riferimento alle competenze specialistiche on-site o presso le opportune sedi (tutor addestrativo, comportamentista e campi di addestramento).
Le conseguenze in tal senso possono essere svariate, a partire dall'acquisizione di un atteggiamento prevaricatore da parte del cucciolone di 6-8 mesi nei confronti dei componenti della famiglia più timorosi (in particolare i bambini), mordicchiamento ludico insistente all'estremità corporee esposte della persona (mani e caviglie), eccessiva espansività verso amici o invitati. Per contro, si possono annoverare piccoli atti di coercizione nei confronti del cucciolo, determinati da buffetti reiterati su collo e testa impiegando giornali arrotolati o piccoli oggetti di pari consistenza, o scrollamenti energici alla pelliccia per distoglierlo dallo sporcare in casa; questi sono approcci errati, i cui esiti possono solo renderlo sottomesso e timoroso. In definitiva, il pastore tedesco deve essere addestrato, secondo le consuetudini e le necessità del "branco umano" d'adozione, a comprendere che a un comando vocale si deve immediatamente adeguare nel comportamento, avendo compreso la richiesta. Allo stesso modo deve essere in grado di recepire le differenze fra un "cucciolo d'uomo" e un adulto, quindi rapportarsi (alle volte fin troppo pazientemente) di conseguenza.
La gestione del suo carattere, rapportata al contesto familiare d'appartenenza, deve armonizzarsi sinergicamente con la sua indole, affinché le doti del pastore tedesco possano evincersi al meglio (vedi Standard FCI nº166/2011 - Carattere).
Dal punto di vista prettamente clinico, le patologie più ricorrenti, dovute più che altro a uno spregiudicato allevamento commerciale piuttosto che a una predisposizione morfologica, sono complicanze al tratto di rachide lombare o comunque interessare la parte finale del tratto dorsale (lordosi e cifosi del dorso). Di recente, si sono visti aumentare notevolmente nel cane da pastore tedesco i disturbi a carico del complesso cute-manto (piodermite profonda, dermatite atopica e fistole perianali); eventi patogeni da ricondursi in parte alle micotossicosi alimentari.

## Salute e tolettatura
Una malattia che si manifesta con una certa incidenza è la mielopatia degenerativa del cane, una malattia del midollo spinale che compromette la funzionalità degli arti posteriori; fortunatamente è disponibile da qualche anno un semplice ed economico test del DNA, che consente di individuare il gene mutato responsabile della patologia anche negli esemplari che sono semplicemente portatori sani. Questo permette agli acquirenti di avere cani in salute; inoltre dovrebbe aiutare gli allevatori a ridurre l'incidenza della patologia nel prossimo futuro, evitando la nascita di esemplari che da adulti manifesteranno la malattia. Essendo tuttavia un cane rustico e resistente, il pastore tedesco è molto meno incline alle patologie di quanto si pensi; ad esempio, la displasia dell'anca e quella del gomito insieme colpiscono solo il 12% degli esemplari.

### Toelettatura
I lavaggi frequenti non sono richiesti, ma al termine della stagione fredda è possibile utilizzare shampoo dermatologicamente testati (pH compatibile 8,2 - 8,6) allo scopo di detergere e rinfrescare la cute.
Il mantello di un esemplare di pastore tedesco, in buone condizioni di salute, richiede di essere pettinato e spazzolato quotidianamente; quanto ciò per far fronte alle più comuni esigenze di pulizia. A tale scopo è opportuno impiegare accessori da toletta idonei (pettine con rima dentata in metallo non troppo fitta e una spazzola dotata di setole semi dure, meglio se naturali). Il cane va abituato alla tolettatura fin dalla tenera età per facilitarne lo svolgimento anche in età matura, ma anche per imbastire un opportuno sodalizio tattile. Non ultimo per importanza, il rassetto giornaliero del manto costituisce un'ottima occasione per verificare le condizioni generali di salute del cane, per mezzo di un'attenta osservazione dei vari distretti anatomici durante l'operazione di pettinatura o spazzolatura del mantello.
Ad esempio, nei primi mesi caldi, al ritorno da una passeggiata nei prati, sarà cura del proprietario verificare che le zecche non si siano allignate sul manto del cane; idem per i temibili forasacchi, i quali, se non rimossi, possono apportare seri danni alla salute del cane (interno dell'orecchio, orifizio nasale, spazi interdigitali e ascelle).

## Il pastore tedesco come cane da lavoro

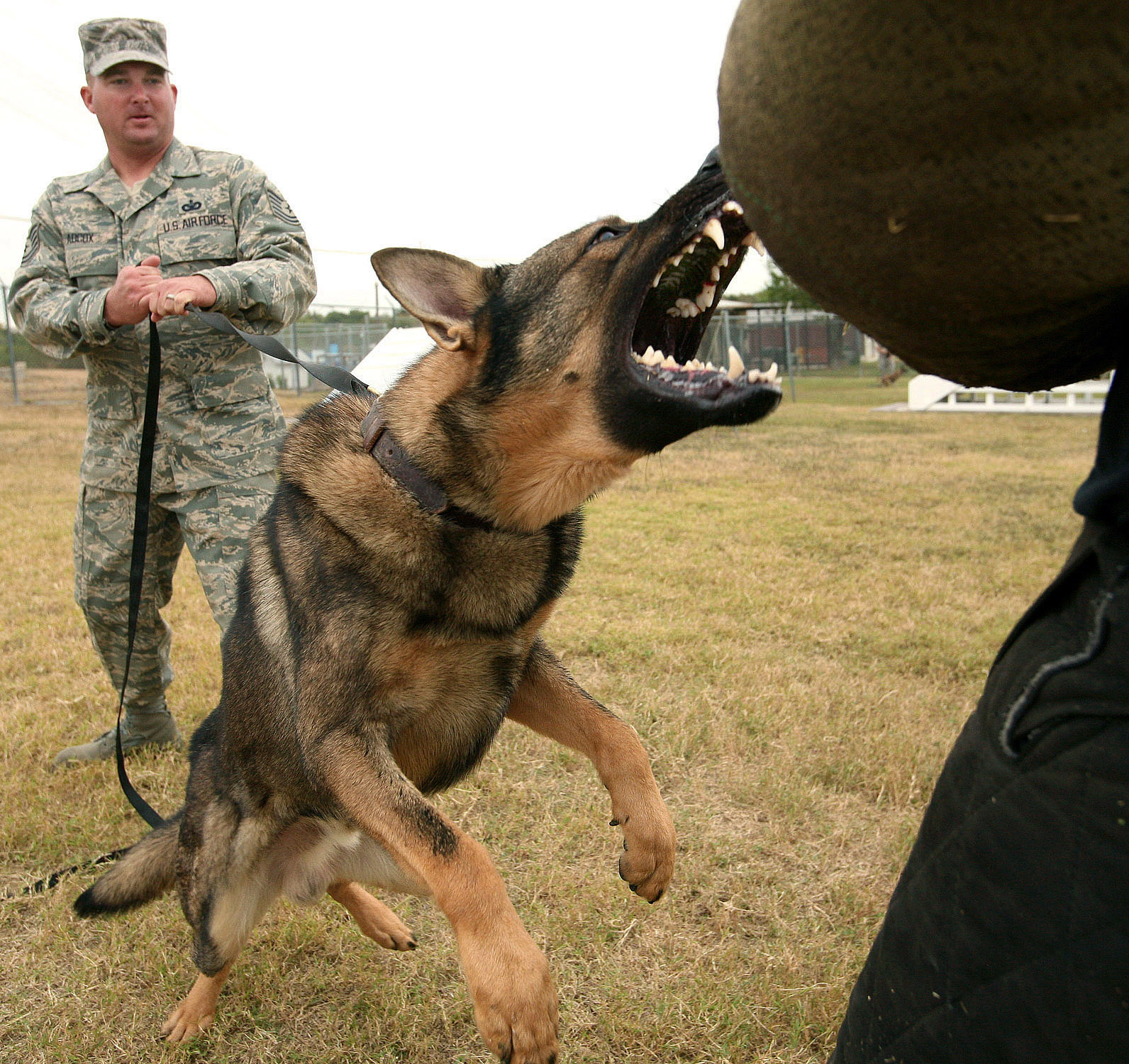
Il pastore tedesco possiede una grande forza fisica, un morso molto potente (circa) ed è la (dopo il pitbull e il rottweiler); occorre quindi saperlo gestire al meglio per evitare che possa divenire una minaccia per gli altri.

Si tratta di una razza estremamente versatile, quindi sono eccellenti compagni dell'uomo in varie discipline cinofile. Sono conosciuti soprattutto come "cani poliziotto": efficienti nel tracciare criminali e sostanze illegali grazie al fiuto. Anche nell'esercito sono preziosi nell'individuare esplosivi e altri pericoli per i soldati. Nella seconda guerra mondiale sono stati impiegati come "cani messaggeri", cani da salvataggio e da protezione.
Il pastore tedesco è una delle razze preferite per fiutare tracce: dal ritrovamento e il salvataggio di persone scomparse, fino a fiutare tracce di droghe, esplosivi e mine antiuomo. Questo per il loro fiuto sensibile e la loro capacità di concentrazione durante il lavoro.

## Cinema e serie televisive

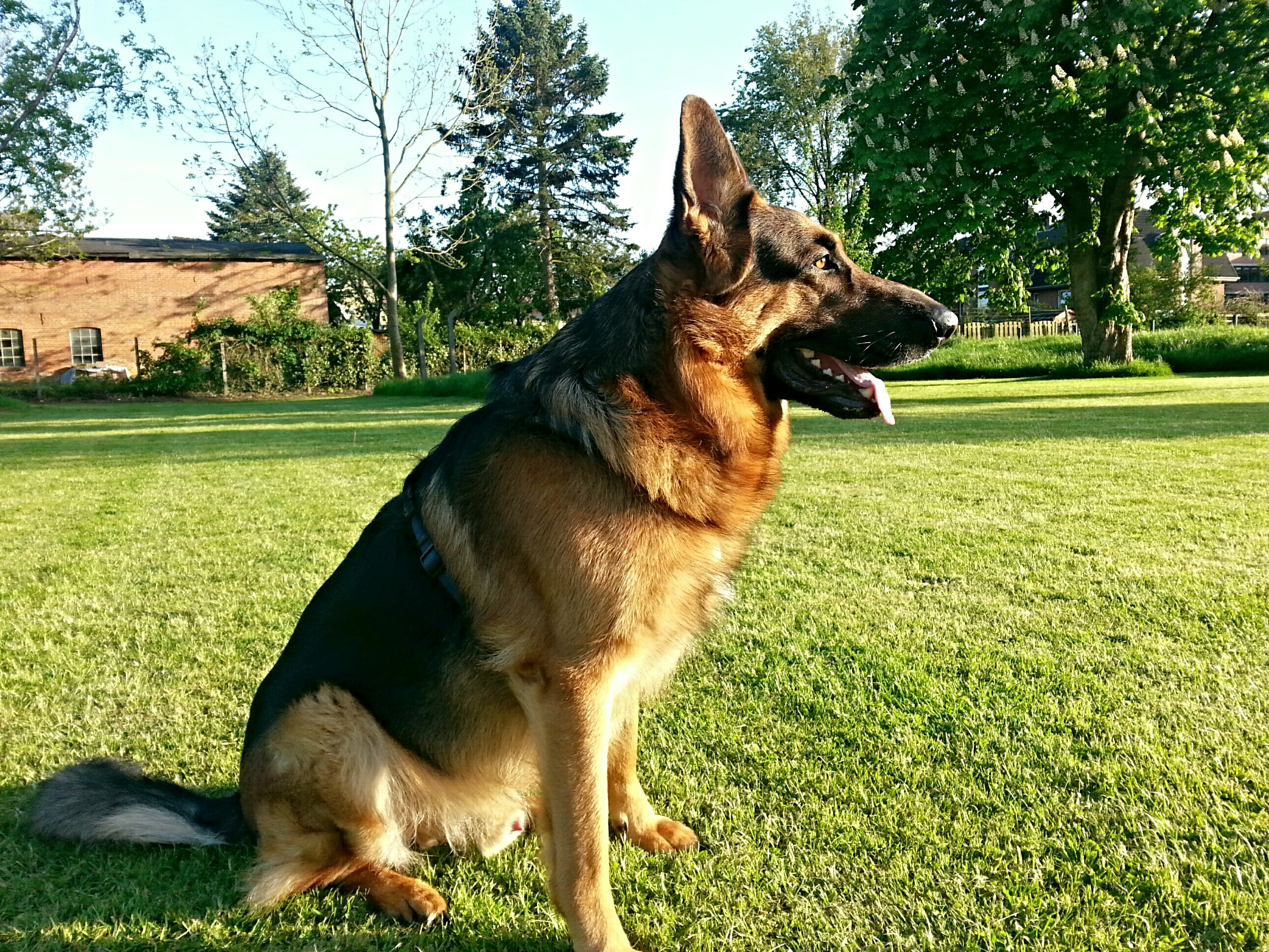
Nella maggior parte dei paesi il pastore tedesco si classifica come una tra le razze canine più diffuse: la settima nel Regno Unito, la seconda negli Stati Uniti (dopo il labrador) e la prima in Italia.

Sono tantissimi i pastori tedeschi famosi, tra cui:
- Oristolfo/Magic, il cane di Flo, la protagonista in Cuccioli Cerca Amici - Nel regno di Pocketville;
- Strongheart, il primo cane della storia ad essere impiegato in cinematografia;
- Rin Tin Tin, che divenne il cane protagonista preferito dal grande pubblico. Numerosi furono i film interpretati nei decenni a venire e non a caso si succedettero vari esemplari canini a interpretare questa icona del cinema hollywoodiano.[3] Famose furono inoltre le serie televisive che lo vedevano coprotagonista nel ruolo di soldato-cane in forza alle truppe della cavalleria degli Stati Uniti di servizio nel West;
- Jerry Lee, protagonista della serie di film Un poliziotto a 4 zampe;
- Rex, cane protagonista delle serie Il commissario Rex e Rex, che vedono l'animale in veste di aiutante del suo "collega" poliziotto;
- Brigadiere è il cane che compare a fianco dei protagonisti nella serie Il commissario Manara;
- Diggs, il protagonista di Cani & gatti - La vendetta di Kitty;
- Delgado, il pastore tedesco della serie Beverly Hills Chihuahua;
- John e Jerome, i pastori tedeschi della fortunata serie manga e anime Ginga: Nagareboshi Gin e Ginga densetsu Weed;
- Sam, il pastore tedesco del film Io sono leggenda;
- Charlie, pastore tedesco del film d'animazione Charlie - Anche i cani vanno in paradiso;
- Altri pastori tedeschi hanno recitato nei film Il richiamo della foresta, Il ritorno di Zanna Bianca e Zanna Bianca alla riscossa, oltre al già citato Zanna Bianca del 1973, nel ruolo dei cani protagonisti;
- Blondi, il cane di Adolf Hitler, nel film La caduta - Gli ultimi giorni di Hitler;
- Max, usato nel film Max.
- Zack, nel film Zack, cane eroe.
- Chase, nella serie animata Paw Patrol.
- Archibugius, capo della muta canina romana e nemesi di Idefix nella serie animata Idefix e gli Irriducibili.